# RER D
Lijn D van de RER, vaker simpelweg RER D genoemd, is een van de vijf lijnen van het Réseau express régional-netwerk in de agglemeratie van Parijs. Hij verbindt Orry-la-Ville - Coye en Creil met Melun en Malesherbes, via Châtelet - Les Halles in het centrum van Parijs.
De lijn is in etappes geopend van 1987 tot 1996, en is  met 197 kilometer de langste RER-lijn. Ook is het de drukste SNCF RER-lijn, in 2016 maakten per dag 615.000 reizigers gebruik van de 466 treinen op de RER D.
De lijn wordt al sinds zijn opening geplaagd door vertragingen, hetgeen de lijn met afstand de RER-lijn met de laagste punctualiteit maakt. De belangrijkste reden hiervoor is dat tussen station Paris-Nord en station Châtelet - Les Halles een tunnel wordt gedeeld met de RER B, waardoor tussen deze stations 28 treinen per uur per richting rijden, hetgeen bij vertraging snel voor filevorming zorgt. In het  verleden is vergeefs geprobeerd de vertragingen in te dammen. In januari 2013 was de punctualiteit van de RER D volgens de officiële cijfers 77,6%, cijfers van reizigersverenigingen noemden in dezelfde periode een punctualiteit van slechts 53%.

## Geschiedenis

### Chronologie

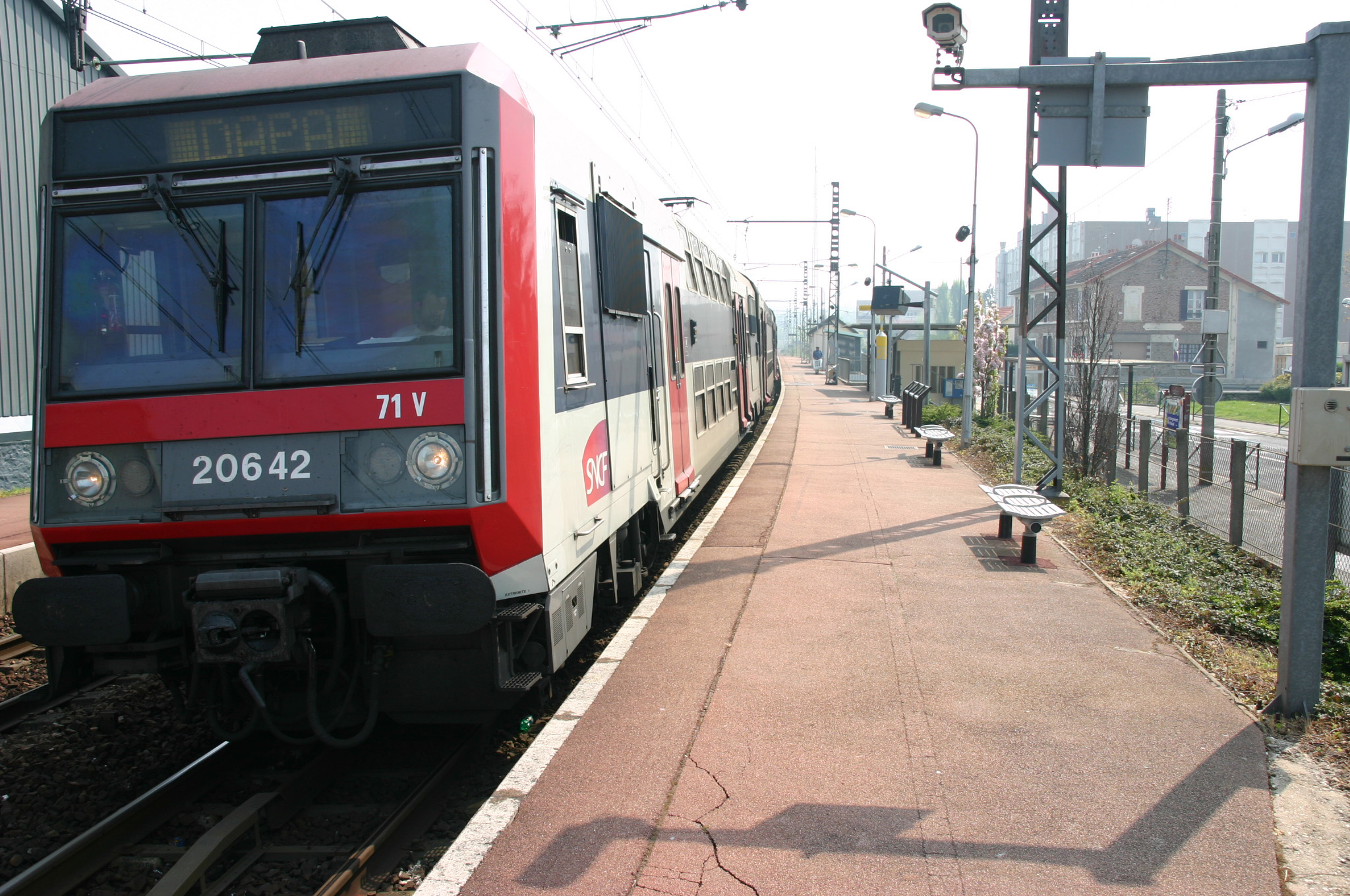
Een Z 20500 treinstel te Villabé.

- 11 maart 1976: Eerste vermelding van de huidige RER D, door het Syndicat des transports parisiens, voorloper van het huidige Syndicat des transports d'Île-de-France;
- 27 september 1987: Ontstaan van de RER D door de verlenging van de treinen tussen Villiers-le-Bel en het Gare du Nord naar Châtelet-Les Halles;
- 1988: verlenging naar Goussainville;
- september 1990: verlenging naar Orry-la-Ville;
- 28 juni 1991: verklaring van openbaar nut wordt gegeven voor de bouw van een nieuwe tunnel tussen Châtelet-Les Halles en het Gare de Lyon, en daarmee de verlenging van de RER D naar het zuiden;
- 24 september 1995: verlenging van Châtelet-Les Halles naar Melun en La Ferté-Alais na de opening van de nieuwe tunnel tussen Châtelet-Les Halles en het Gare de Lyon;
- 1996: verlenging van La Ferté-Alais naar Malesherbes;
- 25 januari 1998: opening van station Stade de France - Saint-Denis;
- december 2003: het Syndicat des transports d'Île-de-France (STIF) geeft toestemming voor een actieplan om de regulariteit van de lijn te verbeteren;
- 19 maart 2008: start van het "D Maintenant"-programma, bedoeld om de regulariteit van de RER D te verbeteren;
- 14 december 2008: vermindering van het aantal treinen tussen Châtelet-Les Halles en de stations ten noorden van Parijs;
- 15 april 2009: start van "Radio Ligne D";
- eind 2009: einde van het "D Maintenant"-programma.

### Eerste plannen voor de RER D
Op 29 februari 1972 werd door het syndicat des transports parisiens, de voorloper van het Syndicat des transports d'Île-de-France, een planning gepubliceerd voor het toekomstige openbaar vervoersnetwerk in de regio Île-de-France.
De regionale metro, oftewel de RER, werd hierin gepland als een netwerk bestaande uit een oost-westlijn (de huidige RER A), een transversale lijn ten zuiden van de Seine die gebruik zou maken van bestaand spoor (de huidige RER C), een lijn bestaande uit de Ligne de Sceaux en een nader te bepalen spoorlijn ten noorden van Parijs (de huidige RER B) en een noord-zuidlijn. Tegelijkertijd met de aanleg van de eerste delen van deze lijnen zou ter hoogte van Les Halles een nieuw ondergronds station gebouwd worden (het huidige Châtelet - Les Halles), dat bedoeld was als een groot overstapstation tussen drie van de lijnen van de regionale metro.
Het was de bedoeling dat de SNCF voorstadstreinen tussen Parijs en het noorden en het zuidoosten ging koppelen, door deze treinen over de sporen van de RER te laten rijden. Deze treinen zijn de tegenwoordige RER D. Volgens de plannen uit deze periode zouden de tunnels 60 treinen per uur per richting kunnen hebben. In deze plannen zouden deze treinen gebruikmaken van de tunnel die bedoeld was voor de RER A. Maar de RATP, toekomstig exploitant van de RER A, was hierop tegen, omdat de hoeveelheid verwachte reizigers op de RER A zodanig hoog zou zijn dat de RATP alle ruimte in deze tunnel nodig zou hebben.

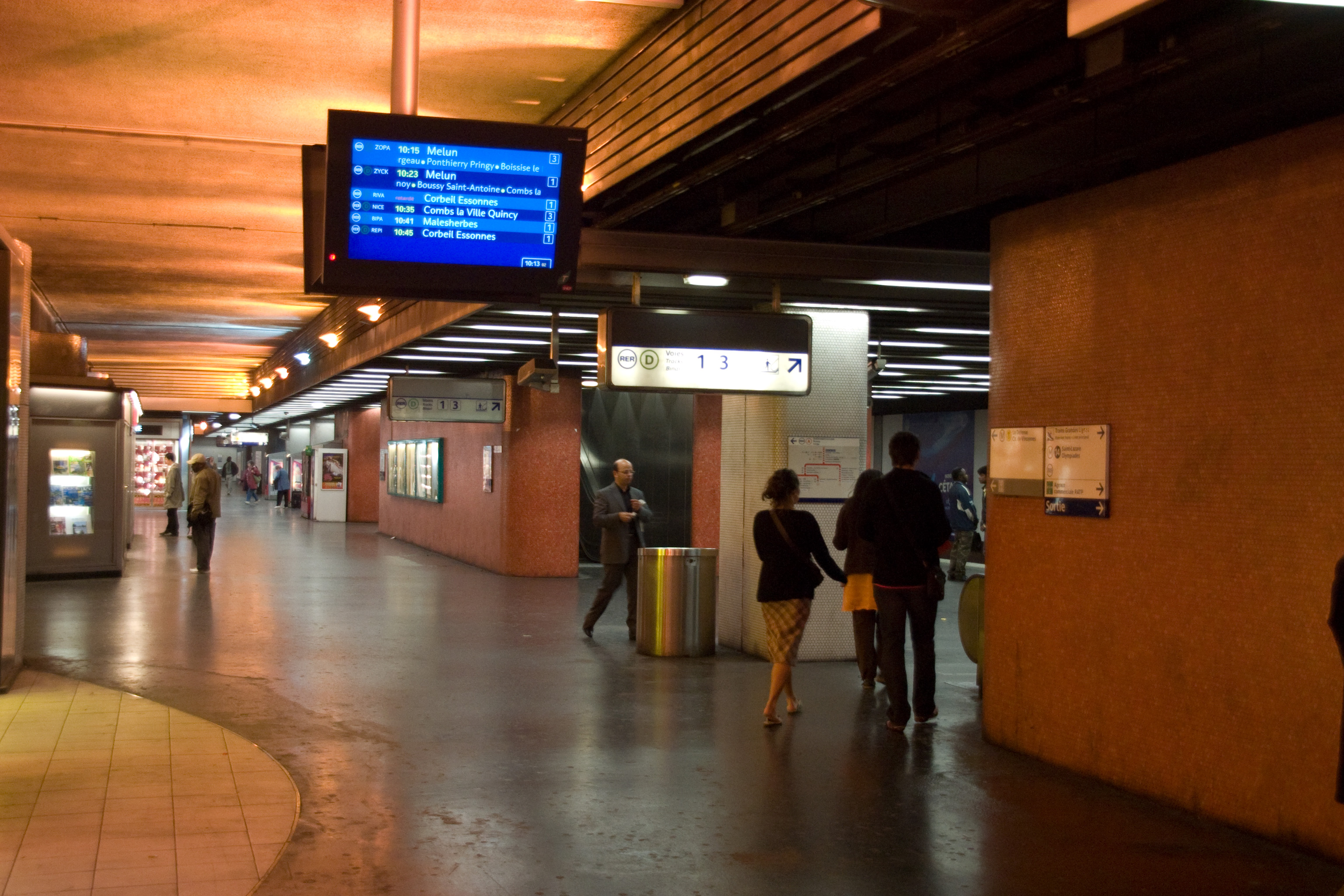
Het RER-gedeelte van het Gare de Lyon.

Ten tijde van deze publicatie planden de SNCF en de RATP nieuwe onderdelen van het Gare de Lyon. De twee maatschappijen besloten naar aanleiding van de publicatie de verschillende plannen te combineren. De RER A kreeg een groot ondergronds middenperron, en direct daarboven kreeg de SNCF twee ondergrondse middenperrons met aansluiting op het spoor ten zuiden van het Gare de Lyon. Hierdoor is het mogelijk om makkelijk over te stappen.
Door het feit dat de door de SNCF geplande treinen niet door de tunnel van de RER A zouden kunnen rijden, zou dit project flink vertraging oplopen. Desondanks was het nog steeds de bedoeling dat het project door zou gaan. In plaats van dat de tunnels van de RER A gebruikt zouden worden, zouden twee enkelsporige tunnels gebouwd worden, die exclusief door deze treinen gebruikt zouden worden.

### Ontstaan van de RER D
Op 27 september 1987 startte officieel de RER D, na de verlenging van de voorstadstreinen tussen Villiers-le-Bel en het Gare du Nord naar Châtelet-Les Halles, alwaar een overstap wordt geboden op de RER A en B. De 19 kilometer lange lijn werd bij de opening bereden door Z 8800-treinstellen, in afwachting van vierdelige Z 20500-treinstellen. De treinstellen keren op de drie voor de RER D aangelegde sporen te Châtelet-Les Halles.
In 1988 worden de treinen tussen Goussainville en het Gare du Nord verlengd naar Châtelet-Les Halles verlengd, waardoor de RER D verlengd wordt naar het noorden. Ook worden in 1988 de eerste Z 20500-treinstellen geleverd, waardoor de Z 8800-treinstellen overgeplaatst kunnen worden naar de RER C, waar zij voor de komst van de RER D ook ingezet werden.
Aan het einde van de jaren ’80 was de RER A het grootste verkeersprobleem in groot-Parijs. De lijn kende in de spits 55.000 reizigers per uur per richting op de centrale sectie, hoger dan haar theoretische maximum, en verwacht werd dat dat aantal zou blijven groeien tot 65.000 mensen. De komst van het Système d'aide à la conduite, à l'exploitation et à la maintenance of SACEM zorgde voor kortere tussentijden tussen de treinen en zo voor een hogere capaciteit, maar nog was dat lang niet voldoende.

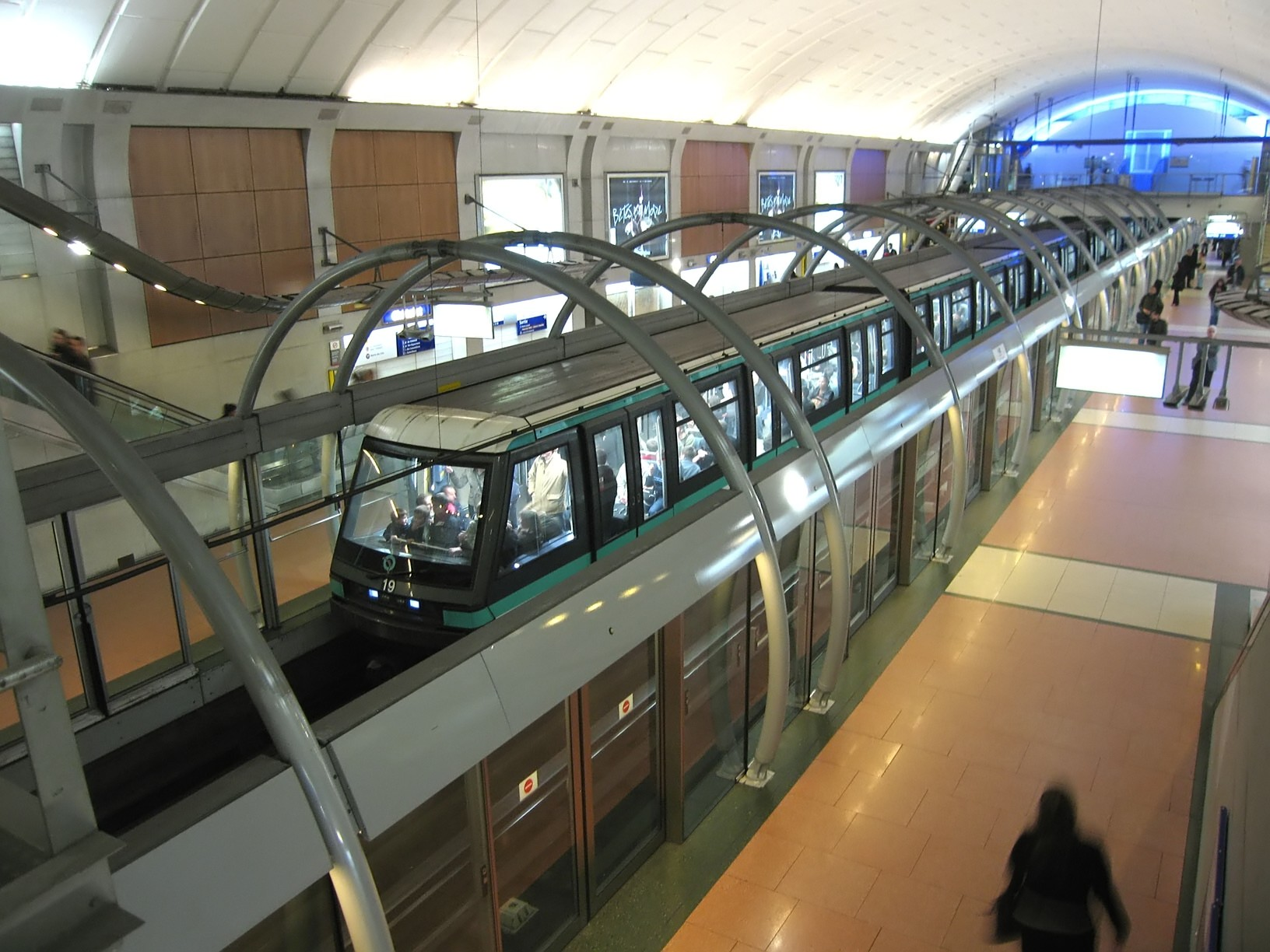
Een MP 89-metrostel van metrolijn 14, tijdens de planfase de Méteor.

Op 7 februari 1989 tekende premier Michel Rocard en minister van infrastructuur Michel Delebarre een plan voor het verbeteren van het Parijse verkeersnetwerk. Dit hield de aanleg van een tweede tunnel tussen Châtelet - Les Halles en het Gare de Lyon in, en daarmee de verlenging van de RER D naar het zuiden, eveneens in:
- De aanleg van de Méteor (RATP), een automatische metrolijn die de RER A zou verlichten tussen Auber/Saint-Lazare, Châtelet-Les Halles en het Gare de Lyon;[4]
- Óf de aanleg van de Éole (de tegenwoordige RER E) (SNCF), een regionale metrolijn die het westen en het oosten van Parijs moest gaan verbinden[5] om zo de druk op de RER A te verminderen.[6]

Op 13 oktober 1989 besloot premier Michel Rocard tot het tegelijk aanleggen van de Méteor en de Éole, evenals de aanleg van de RER D vanwege de ernst van de situatie. Verwacht werd dat de Méteor en de verlenging voor de RER D in 1995 zouden worden geopend, en de Éole in 1996. In september 1990 werd de lijn verlengd naar Orry-la-Ville - Coye.
In 1992 begonnen de werkzaamheden voor de aanleg van de tunnel tussen Châtelet-Les Halles, tegelijkertijd met de werkzaamheden voor de Méteor. De werkzaamheden werden uitgevoerd in opdracht van de RATP. De werkzaamheden voor de RER D omvatten de bouw van twee enkelsporige tunnels van 2.500 meter lang tussen de drie sporen van de RER D te Châtelet-Les Halles en de voor de SNCF in 1980 gebouwde kopsporen op het Gare de Lyon.

### Verlengingen naar het zuiden

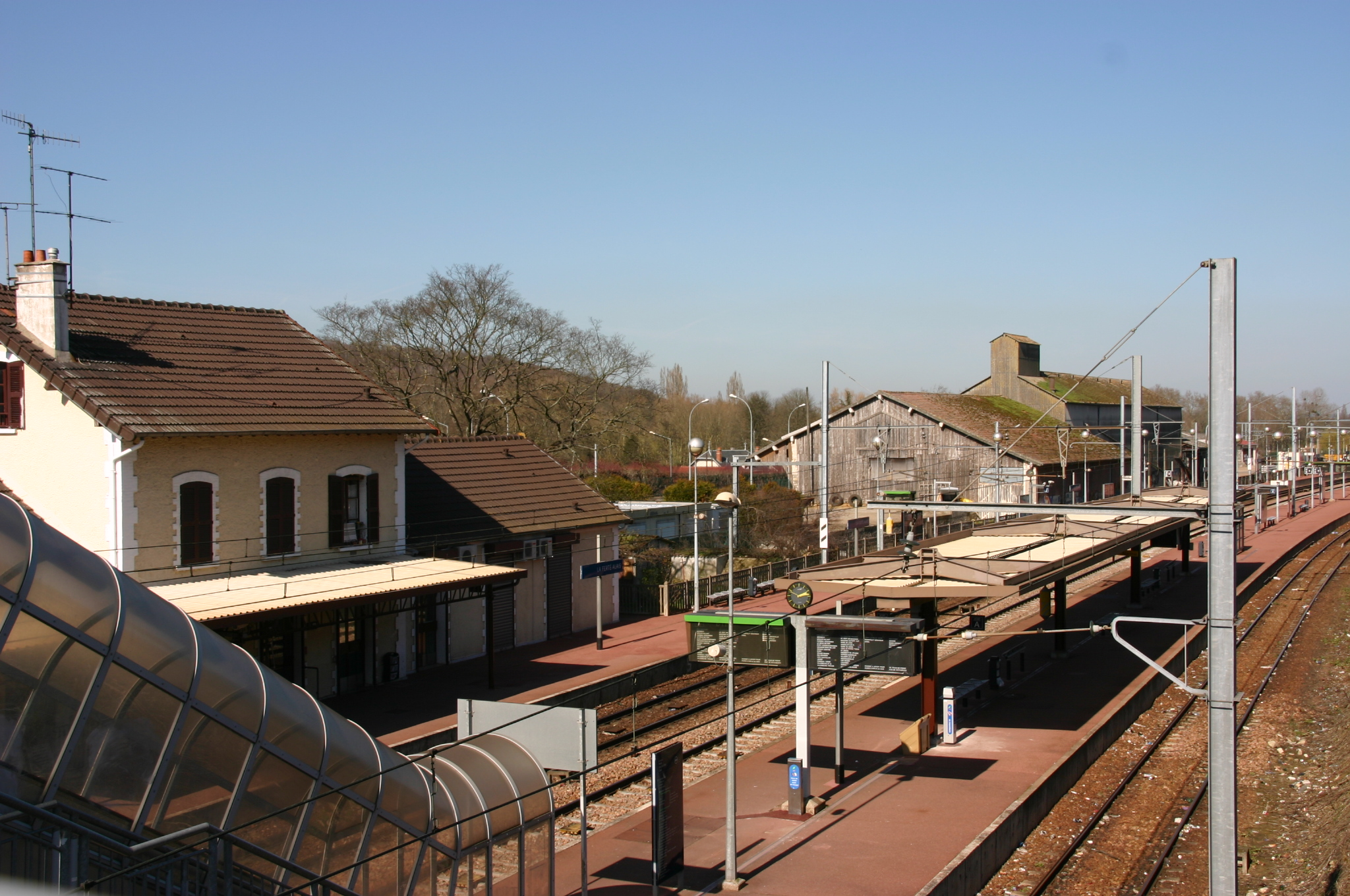
Station La Ferte-Alais.

Op 24 september 1995 gaat de tunnel tussen Châtelet-Les Halles en het Gare de Lyon in dienst, en dus ook de verlengde RER D. De RER D verbindt nu Orry-la-Ville - Coye met Melun en La Ferté-Alais, via het Gare du Nord, Châtelet-Les Halles en het Gare de Lyon. De kosten voor de verbinding waren 1,55 miljard Franse frank, of 300 miljoen euro (prijspeil 2003), welke opgebracht waren door de regio Île-de-France, de staat en de SNCF.
Tegelijkertijd met de verlenging zijn alle Z 20500-treinstellen van de lijn verlengd van vier naar vijf rijtuigen. Door de verlenging zijn in totaal minder treinen nodig, omdat er geen tijd nodig meer is om te keren. Voor de komst van de RER D zijn veel perrons ten zuiden van Parijs verlengd, om twee gekoppelde Z 20500-treinstellen van vijf rijtuigen te kunnen herbergen.
Vanaf de verlenging van de RER D rijden 12 treinen per uur tussen de gebieden ten noorden en ten zuiden van Parijs. Ten zuiden van Parijs rijden echter meer treinen op de RER D, maar deze rijden niet verder dan het Gare de Lyon of Châtelet-Les Halles, in verband met de beperkte capaciteit tussen Châtelet-Les Halles en het Gare du Nord. Tussen deze stations gebruikt de lijn de tunnel van de RER B, waardoor in de tunnel tussen deze stations 32 treinen per uur rijden.

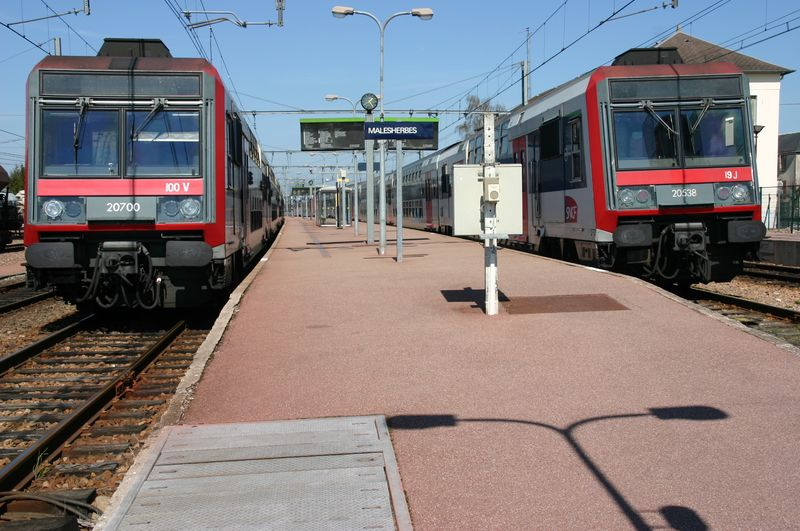
Station Malesherbes.

In 1996 wordt de RER D verlengd van La Ferté-Alais naar Malesherbes.
Op 25 januari 1998 werd het station Station Stade de France - Saint-Denis geopend. Het station, dat naast het Stade de France ligt, is bedoeld om de grote hoeveelheden voetbalfans aan te kunnen. Het station werd geopend vooruitlopend op het WK Voetbal 1998.
Eind jaren negentig werd de bijnaam "RER poubelle" (rommel-RER) gebruikelijk onder de reizigers en het personeel van de SNCF. De lijn kende veel veiligheidsproblemen, en het hoogste percentage vertragingen van alle voorstadstreinen in de regio Île-de-France: na de indienststelling van de tunnel tussen Châtelet-Les Halles en het Gare de Lyon was het aantal vertraagde treinen gestegen van 9,9% tot 14,1%.

### D Maintenant
Tussen 20 en 24 november 2005 experimenteerde de RATP en de SNCF met het verminderen van het aantal treinen tussen Châtelet-Les Halles en het Gare du Nord. Dit stuk spoor is de grootste oorzaak van de vele vertragingen op de RER D, vanwege het samen rijden met de RER B. Ondanks het feit dat de resultaten licht positief waren, werd er geen verdere actie ondernomen.
Na de bekendmaking van de punctualiteitscijfers van de RER D over 2007 maakte de president van de SNCF Guillaume Pepy bekend dat hij een actie op touw zou zetten om de RER D binnen 24 maanden weer "op niveau" te krijgen.
Vanaf 14 december 2008 is de treinenloop geherstructureerd, en zijn de treinen gecadanseerd, in het kader van het nieuw opgezette "D Maintenant"-programma.

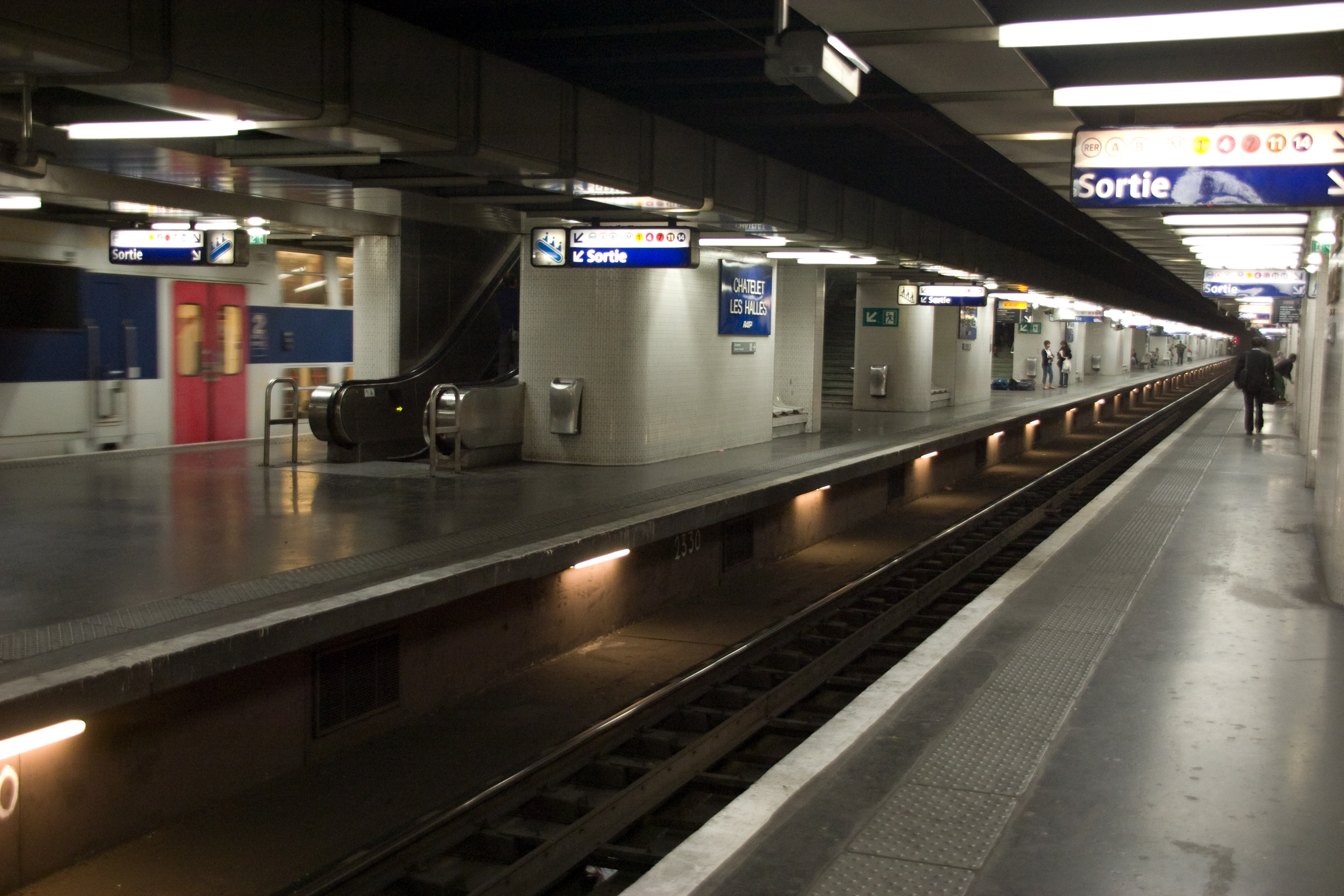
Spoor "Z" te Châtelet-Les Halles. Hier keren de treinen van en naar Malesherbes.

Sinds deze 14 december is het aantal treinen tussen Châtelet-Les Halles en het Gare du Nord verminderd van 32 naar 28 per uur, door de treinen tussen Malesherbes en Villiers-le-Bel - Gonesse - Arnouville in te korten tot Châtelet-Les Halles. Hiermee is geprobeerd om de druk op de tunnel tussen Châtelet-Les Halles en het Gare du Nord, dat tot 14 december de drukstbereden tweesporige spoortunnel ter wereld was, te verminderen.
Al deze wijzigingen zorgden niet voor een verbetering in de punctualiteit. De reizigers ten noorden van Parijs waren bovendien ontevreden over het feit dat alle treinen ten noorden van Parijs stoptreinen waren geworden, terwijl voor de wijzigingen een gedeelte van de treinen sneltrein was. Om hun ongenoegen te uiten belegde de reizigersvereniging SaDur op 31 januari 2009 een demonstratie te Louvres, om de problematiek onder de aandacht van de media en de SNCF te krijgen.
Een ruime week later was er een nieuwe demonstratie, dit keer te Boussy-Saint-Antoine.
Op 15 april 2009 startte de SNCF Radio Ligne D, een radiostation met afwisselend real-time verkeersinformatie en muziek. Het radiostation, dat is gebaseerd op snelweg-radiostations, zendt uit vanuit de post van de railverkeersleiding bij het Gare de Lyon, en kan op die manier snel en accuraat informatie verstrekken aan de reizigers. Radio Ligne D wordt uitgezonden op alle perrons van de RER D.

### Nog steeds een vertragingsgevoelige lijn

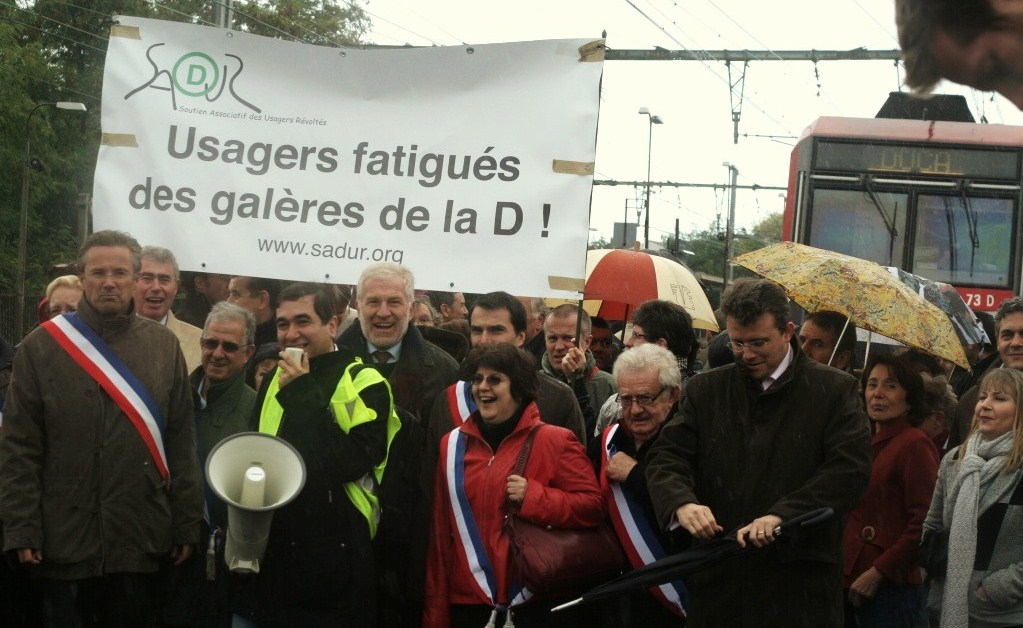
Protest op het station van Yerres, op 17 oktober 2009.

Op 17 oktober 2009 blokkeerden boze reizigers een trein op het station van Yerres. De reizigers waren boos over het feit dat het "D Maintenant"-programma, dat op dat moment op zijn einde liep, nauwelijks verbeteringen had gebracht voor de reizigers van de RER D. De twee dagen ervoor was het verkeer op de RER D en op Transilien lijn R bovendien zwaar verstoord geweest als gevolg van een sein- en wisselstoring, hetgeen voor de reizigersvereniging SaDur de druppel was die de emmer deed overlopen.
Op 20 januari 2011 presenteerde de SNCF een plan om de dienstverlening op zijn twaalf slechtst scorende lijnen te verbeteren. Naast de RER D viel ook de RER B onder dit programma. Deze twaalf lijnen krijgen een pakket van 10 miljard tot hun beschikking om de dienstverlening te verbeteren.
Op 7 december 2011 stemde het STIF in met een studie naar de verdubbeling van het aantal sporen tussen Châtelet-Les Halles en het Gare du Nord, wat de oplossing zou bieden voor een groot deel van de vertragingen op de lijn.
Op 15 december 2013 werd het nieuwe station Créteil - Pompadour geopend; tegelijkertijd sloot het station Villeneuve - Prairie.

## Exploitatie

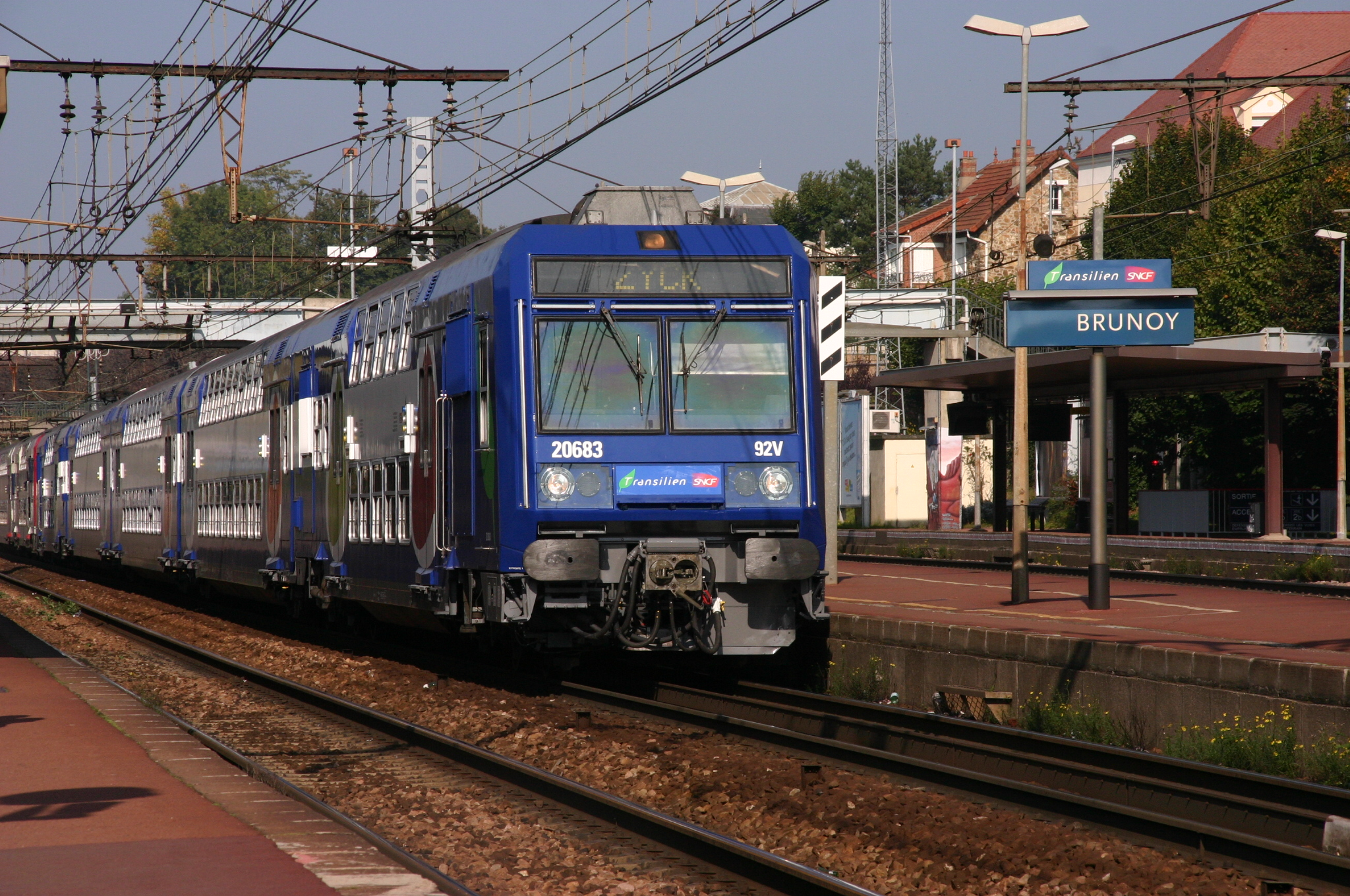
Twee gekoppelde Z 20500-treinstellen te Brunoy.

Op de RER D rijden: in de spits 4 treinen per uur tussen Orry-la-Ville en Melun via Combs-la-Ville, vier treinen per uur tussen Goussainville (1 trein op 3)/Villiers-le-Bel - Gonesse - Arnouville (2 treinen op 3) en Corbeil-Essonnes via Ris-Orangis, vier treinen per uur tussen Châtelet - Les Halles en Malesherbes via Évry - Courcouronnes en vier treinen per uur tussen Juvisy en Melun via Évry - Courcouronnes. Deze treinen worden aangevuld met spitstreinen tussen Melun en het Gare de Lyon, die alleen in de spitsrichting rijden.
In de daluren rijden de treinen van de RER D: twee treinen per uur tussen Orry-la-Ville (sommige treinen Creil) en Melun via Combs-la-Ville, twee treinen per uur tussen Goussainville en Corbeil-Essonnes via Ris-Orangis, twee treinen per uur tussen Villiers-le-Bel - Gonesse - Arnouville en Station Melun via Combs-la-Ville, twee treinen per uur tussen Villiers-le-Bel - Gonesse - Arnouville en Corbeil-Essonnes via Évry - Courcouronnes, een trein per uur tussen Châtelet - Les Halles en Malesherbes en een trein per uur tussen Châtelet - Les Halles
en Melun via Évry - Courcouronnes.

## Overzicht van de lijn
De RER D bedient 59 stations:
|  |   |    |    |    |    |    |    |    | Station                                | Zone | Plaatsen                                 | Aansluitingen                                   |
|  | - | -- | -- | -- | -- | -- | -- | -- | -------------------------------------- | ---- | ---------------------------------------- | ----------------------------------------------- |
|  |   |    |    |    | •  | D3 | D3 | D3 | Creil                                  | *    | Creil                                    | TER Picardie                                    |
|  |   |    |    |    | •  |    |    |    | Chantilly - Gouvieux                   | *    | Chantilly                                | TER Picardie                                    |
|  |   |    |    |    | •  | D1 | D1 | D1 | Orry-la-Ville - Coye                   | *    | Orry-la-Ville                            | TER Picardie                                    |
|  |   |    |    |    | •  |    |    |    | La Borne Blanche                       | *    | Orry-la-Ville                            |                                                 |
|  |   |    |    |    | •  |    |    |    | Survilliers - Fosses                   | 5    | Fosses                                   |                                                 |
|  |   |    |    |    | •  |    |    |    | Louvres                                | 5    | Louvres                                  |                                                 |
|  |   |    |    |    | •  |    |    |    | Les Noues                              | 5    | Goussainville                            |                                                 |
|  |   |    |    |    | •  | D7 | D7 | D7 | Goussainville                          | 5    | Goussainville                            |                                                 |
|  |   |    |    |    | •  | D5 | D5 | D5 | Villiers-le-Bel - Gonesse - Arnouville | 4    | Arnouville                               |                                                 |
|  |   |    |    |    | •  |    |    |    | Garges - Sarcelles                     | 4    | Garges-lès-Gonesse, Sarcelles            | T 5                                             |
|  |   |    |    |    | •  |    |    |    | Pierrefitte - Stains                   | 4    | Pierrefitte-sur-Seine, Stains            |                                                 |
|  |   |    |    |    | •  |    |    |    | Saint-Denis                            | 3    | Saint-Denis                              | T 1 Trans H                                     |
|  |   |    |    |    | •  |    |    |    | Stade de France - Saint-Denis          | 2    | Saint-Denis                              |                                                 |
|  |   |    |    |    | •  |    |    |    | Gare du Nord                           | 1    | Parijs 10e                               | TER Picardie TGV Eurostar Thalys grandes lignes |
|  |   |    |    |    | •  | D8 | D8 | D8 | Châtelet - Les Halles                  | 1    | Parijs 1e                                | M 01 04 07 11 14 RER A B                        |
|  |   |    |    |    | •  |    |    |    | Gare de Lyon                           | 1    | Parijs 1e                                | TER Bourgogne TGV grandes lignes                |
|  |   |    |    |    | •  |    |    |    | Maisons-Alfort - Alfortville           | 3    | Maisons-Alfort, Alfortville              |                                                 |
|  |   |    |    |    | •  |    |    |    | Le Vert de Maisons                     | 3    | Maisons-Alfort, Alfortville              |                                                 |
|  |   |    |    |    | •  |    |    |    | Créteil - Pompadour                    | 3    | Créteil                                  |                                                 |
|  |   |    |    |    | •  |    |    |    | Villeneuve - Triage                    | 4    | Villeneuve-Saint-Georges                 |                                                 |
|  |   |    |    |    | •  |    |    |    | Villeneuve-Saint-Georges               | 4    | Villeneuve-Saint-Georges                 |                                                 |
|  |   |    |    |    |    |    | •  |    | Montgeron - Crosne                     | 4    | Montgeron, Crosne                        |                                                 |
|  |   |    |    |    |    |    | •  |    | Yerres                                 | 4    | Yerres                                   |                                                 |
|  |   |    |    |    |    |    | •  |    | Brunoy                                 | 5    | Brunoy, Épinay-sous-Sénart               |                                                 |
|  |   |    |    |    |    |    | •  |    | Boussy-Saint-Antoine                   | 5    | Boussy-Saint-Antoine, Quincy-sous-Sénart |                                                 |
|  |   |    |    |    |    |    | •  |    | Combs-la-Ville - Quincy                | 5    | Combs-la-Ville, Quincy-sous-Sénart       |                                                 |
|  |   |    |    |    |    |    | •  |    | Lieusaint - Moissy                     | 5    | Lieusaint, Moissy-Cramayel               |                                                 |
|  |   |    |    |    |    |    | •  |    | Savigny-le-Temple - Nandy              | 5    | Savigny-le-Temple, Nandy                 |                                                 |
|  |   |    |    |    |    |    | •  |    | Cesson                                 | 5    | Cesson                                   |                                                 |
|  |   |    |    |    |    |    | •  |    | Le Mée                                 | 5    | Le Mée-sur-Seine                         |                                                 |
|  |   |    | •  |    |    |    |    |    | Vigneux-sur-Seine                      | 4    | Vigneux-sur-Seine                        |                                                 |
|  |   |    | •  |    |    |    |    |    | Juvisy                                 | 4    | Juvisy                                   | TGV grandes lignes                              |
|  |   |    | •  |    |    |    |    |    | Viry-Châtillon                         | 4    | Viry-Châtillon                           |                                                 |
|  |   |    |    |    | •  |    |    |    | Ris-Orangis                            | 5    | Ris-Orangis                              |                                                 |
|  |   |    |    |    | •  |    |    |    | Grand Bourg                            | 5    | Évry                                     |                                                 |
|  |   |    |    |    | •  |    |    |    | Évry-Val-de-Seine                      | 5    | Évry                                     |                                                 |
|  |   | •  |    |    |    |    |    |    | Grigny-Centre                          | 5    | Grigny                                   |                                                 |
|  |   | •  |    |    |    |    |    |    | Orangis - Bois de l'Épine              | 5    | Ris-Orangis                              |                                                 |
|  |   | •  |    |    |    |    |    |    | Évry - Courcouronnes Centre            | 5    | Évry, Courcouronnes                      |                                                 |
|  |   | •  |    |    |    |    |    |    | Le Bras de Fer - Évry - Génopole       | 5    | Évry                                     |                                                 |
|  |   | •  |    |    | •  | D6 |    |    | Corbeil-Essonnes                       | 5    | Corbeil-Essonnes                         |                                                 |
|  |   |    | •  |    |    |    |    |    | Essonnes - Robinson                    | 5    | Corbeil-Essonnes                         |                                                 |
|  |   |    | •  |    |    |    |    |    | Villabé                                | 5    | Villabé                                  |                                                 |
|  |   |    | •  |    |    |    |    |    | Le Plessis-Chenet                      | 5    | Le Coudray-Montceaux                     |                                                 |
|  |   |    | •  |    |    |    |    |    | Le Coudray-Montceaux                   | 5    | Le Coudray-Montceaux                     |                                                 |
|  |   |    | •  |    |    |    |    |    | Saint-Fargeau                          | 5    | Saint-Fargeau-Ponthierry                 |                                                 |
|  |   |    | •  |    |    |    |    |    | Ponthierry - Pringy                    | 5    | Saint-Fargeau-Ponthierry                 |                                                 |
|  |   |    | •  |    |    |    |    |    | Boissise-le-Roi                        | 5    | Boissise-le-Roi                          |                                                 |
|  |   |    | •  |    |    |    |    |    | Vosves                                 | 5    | Dammarie-lès-Lys                         |                                                 |
|  |   |    | •  |    |    |    | •  | D2 | Melun                                  | 5    | Melun                                    | TER Bourgogne TGV grandes lignes                |
|  | • |    |    |    |    |    |    |    | Moulin-Galant                          | 5    | Corbeil-Essonnes                         |                                                 |
|  | • |    |    |    |    |    |    |    | Mennecy                                | 5    | Mennecy                                  |                                                 |
|  | • |    |    |    |    |    |    |    | Ballancourt                            | 5    | Ballancourt-sur-Essonne                  |                                                 |
|  | • |    |    |    |    |    |    |    | La Ferté-Alais                         | 5    | La Ferté-Alais                           |                                                 |
|  | • |    |    |    |    |    |    |    | Boutigny                               | 5    | Boutigny-sur-Essonne                     |                                                 |
|  | • |    |    |    |    |    |    |    | Maisse                                 | 5    | Maisse                                   |                                                 |
|  | • |    |    |    |    |    |    |    | Buno - Gironville                      | 5    | Buno-Bonnevaux                           |                                                 |
|  | • |    |    |    |    |    |    |    | Boigneville                            | 5    | Boigneville                              |                                                 |
|  | • | D4 | D4 | D4 | D4 | D4 | D4 | D4 | Malesherbes                            | *    | Malesherbes                              |                                                 |

* vervoersbewijzen voor het openbaar vervoer in de regio Île-de-France niet geldig.
(De dikgedrukte stations dienen soms als begin- en/of eindstation.)

## Missienamen

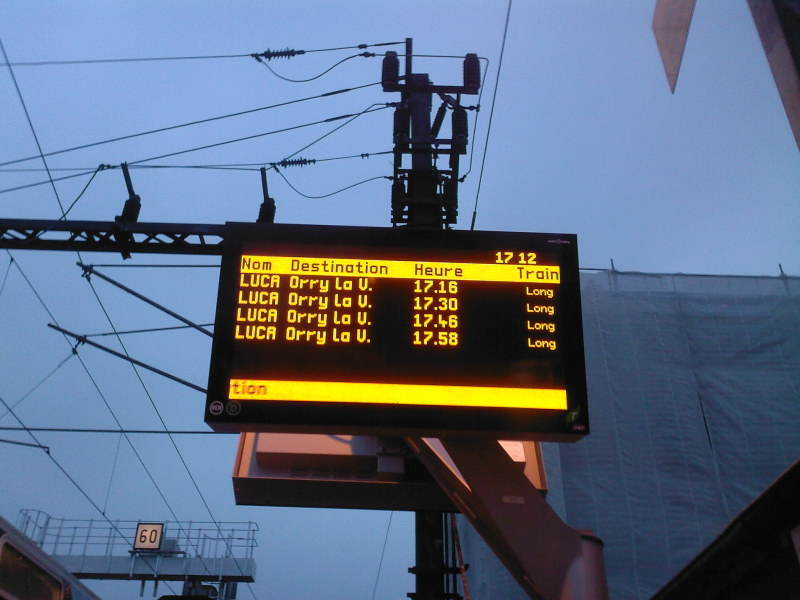
Infogare-vertrekbord op station Goussainville. De treinen hebben als missienaam LUCA, en hebben dus Orry-la-Ville - Coye als eindbestemming.

In tegenstelling tot treinen in Nederland en België, staat er op de treinen op het RER-netwerk geen eindstation, maar een vierletterige code op de trein . Deze code heeft een betekenis:

### Eerste letter: de eindbestemming
- A: Gare du Nord;
- B: Malesherbes;
- D: Gare de Lyon;
- E: Saint-Denis;
- F: Goussainville;
- J: Juvisy;
- L: Orry-la-Ville - Coye;
- M: Châtelet - Les Halles;
- N: Combs-la-Ville - Quincy;
- R: Corbeil-Essonnes;
- S: Creil;
- T: La Ferté-Alais;
- U: Stade de France - Saint-Denis;
- V: Villiers-le-Bel - Gonesse - Arnouville;
- X: Villeneuve-Saint-Georges;
- Z: Melun.

### Tweede letter: bediening van de stations tussen Paris-Gare de Lyon en Montgeron - Crosne/Juvisy
Tussen Paris-Gare de Lyon en Montgeron - Crosne/Juvisy rijden bepaalde treinen als sneltrein, anderen weer als stoptrein. Ook stoppen niet alle sneltreinen op alle stations. Om deze verschillende diensten te onderscheiden worden vijf klinkers gebruikt:
- A: non-stop tussen Le Vert de Maisons en Villeneuve-Saint-Georges ;
- E: (voor Express) non-stop tussen Paris-Gare de Lyon en Montgeron - Crosne of Juvisy;
- I: non-stop tussen Paris-Gare de Lyon en Villeneuve-Saint-Georges;
- O: (voor Omnibus, Frans voor stoptrein) stopt op alle tussengelegen stations tussen Paris-Gare de Lyon en Montgeron - Crosne of Juvisy;
- U: non-stop tussen Maisons-Alfort - Alfortville et Villeneuve-Saint-Georges.

### Derde letter: de bereden vertakking

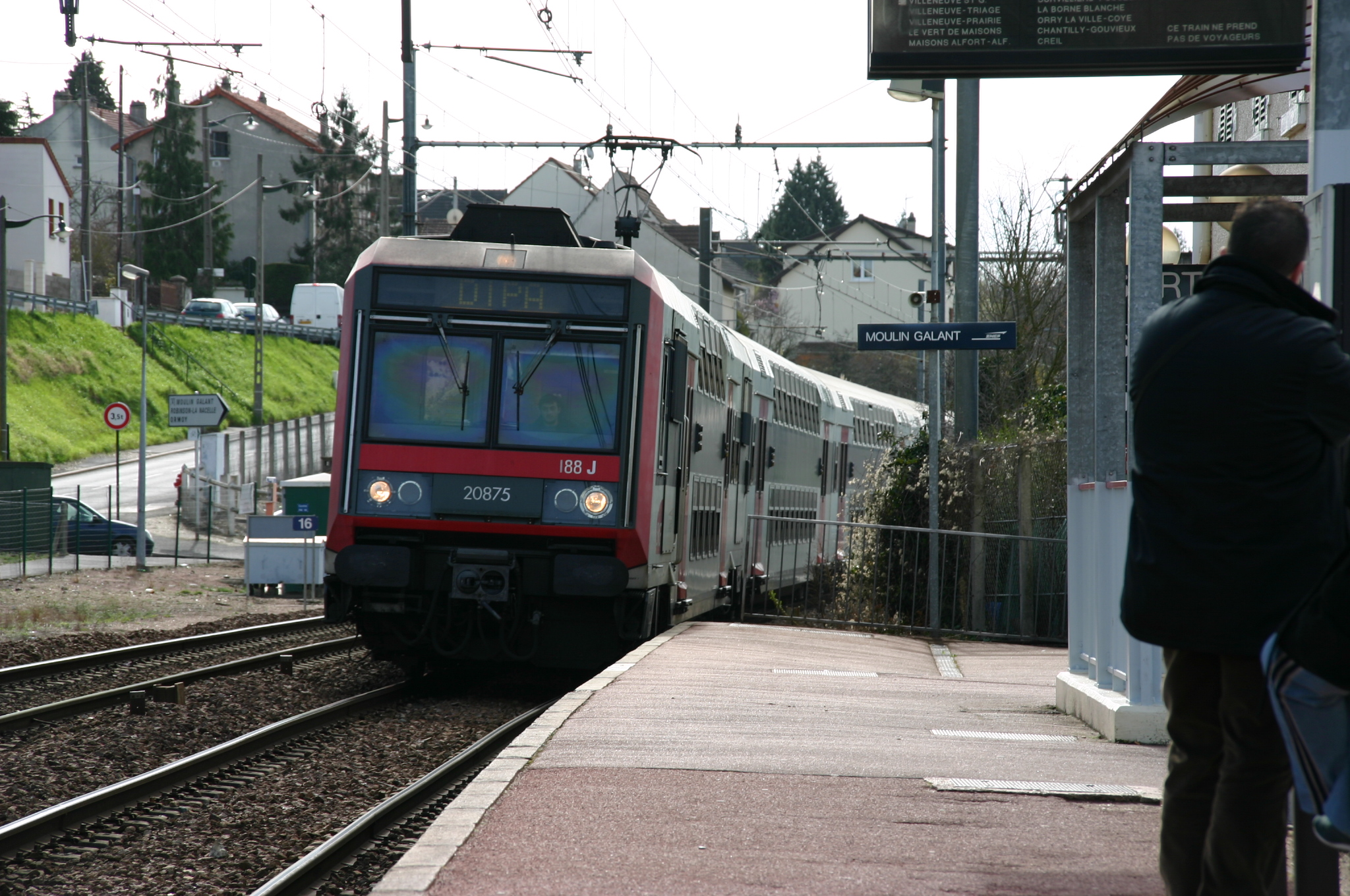
Een treinstel type Z 20500 rijdt als DIPA station Moulin-Galant binnen. De trein rijdt via Évry-Courcouronnes.

- C: Tak naar Combs-la-Ville - Quincy;
- L: De trein rijdt alleen tussen Creil en Juvisy;
- P: Tak van Évry-Courcouronnes;
- R: Non-stop tussen Corbeil-Essonnes en Viry-Châtillon;
- S: De trein rijdt alleen tussen Malesherbes/La Ferté-Alais en Corbeil-Essonnes of tussen Melun en Corbeil-Essonnes;
- V: Tak van Ris-Orangis.

### Vierde letter: De rijrichting en de bediening van Viry-Châtillon
- A: De trein rijdt van zuid naar noord en bedient Viry-Châtillon;
- E: De trein bedient Viry-Châtillon niet;
- O: De trein rijdt van noord naar zuid en bedient Viry-Châtillon.

| Bestemming                             | Missie codes                                                                      |
| -------------------------------------- | --------------------------------------------------------------------------------- |
| Gare du Nord                           | AOLO, AOLU                                                                        |
| Malesherbes                            | BAPE, BEPO, BIPE, BIPO, BOPO, BOSO                                                |
| Gare de Lyon                           | DALA, DAPA DARA, DAVA, DECA, DIPA, DIPE, DOCA, DOLA, DOLO, DOPA, DORA, DOVA, DUCA |
| Saint-Denis                            | EOPA, EOVA, EUCA                                                                  |
| Goussainville                          | FOLA, FOPA, FORA, FOVA, FUCA                                                      |
| Juvisy                                 | JOPA, JOPE, JOVA                                                                  |
| Orry-la-Ville - Coye                   | LOLA, LOPA, LOVA, LUCA, LOLI                                                      |
| Châtelet - Les Halles                  | MIPA, MIPE, MOLO, MOPA                                                            |
| Combs-la-Ville - Quincy                | NECO, NOCO, NUCO                                                                  |
| Corbeil-Essonnes                       | RAPE, RAPO, RAVO, RIPE, RIPO, RIRE, RIRO, ROPO, RORO, ROSA, ROVO, RYPU, RYVU      |
| Creil                                  | SOLA, SOPA, SOVA, SUCA, SOLI                                                      |
| La Ferté-Alais                         | TAPE, TIPE                                                                        |
| Stade de France - Saint-Denis          | UOLA, UOVA, UUCA                                                                  |
| Villiers-Le-Bel - Gonesse - Arnouville | VIPE, VOLA, VOPA, VORA, VOVA, VUCA                                                |
| Villeneuve-Saint-Georges               | XOPA                                                                              |
| Melun                                  | ZAPE, ZECO, ZEPO, ZICO, ZIPE, ZIPO, ZOCO, ZOPO, ZOVO, ZUCO, ZYPU                  |

Schuin gedrukt betekent een ongewone dienst (Werkzaamheden, Stakingen, "Nuit Festive" Rit)

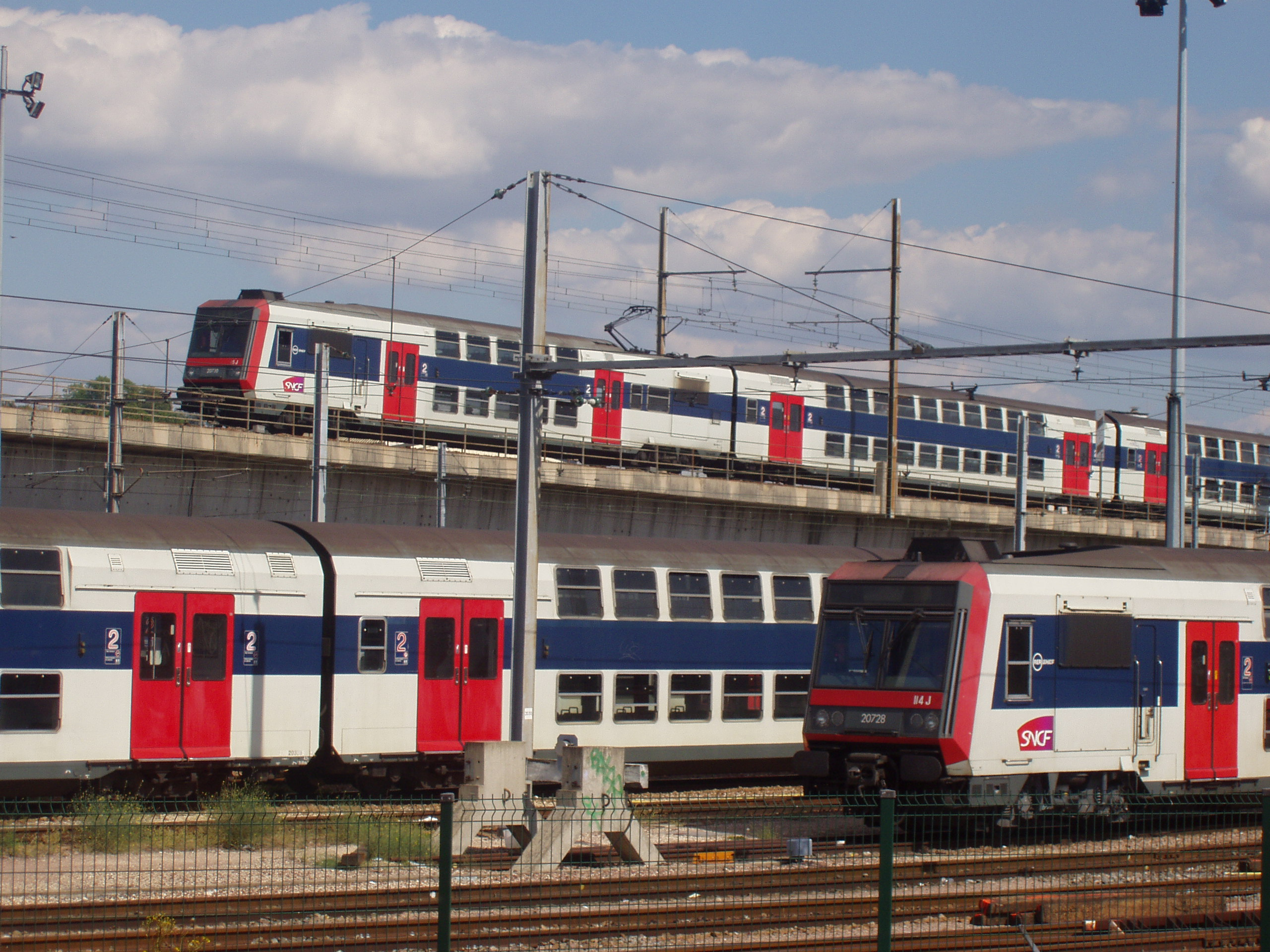
De Z 2N-serie is veruit de meest voorkomende op de RER D, en op het gehele Transilien-netwerk.

## Materieel
De treinen op de RER D zijn van de volgende types:
- Z 5600: De Z 5600 zijn de oudste treinstellen van de Z 2N-serie. De treinstellen kunnen alleen op 1500 volt rijden, en worden daarom alleen ten zuiden van Châtelet - Les Halles gebruikt.
- Z 20500: De Z 20500 zijn de meest voorkomende treinen op de RER, er worden er ruim 120 van gebruikt op de RER. In verband met de huidige politiek, die wil dat het materieel op de verschillende Transilien-lijnen zo veel mogelijk gestandaardiseerd wordt, zal dit type trein in de toekomst het enige type trein op de RER D zijn.

## Toekomst

### Spoorverdubbeling tussen Châtelet en het Gare du Nord
Een verdubbeling van het aantal sporen tussen Châtelet - Les Halles en het Gare du Nord ligt op de planningstafel. De huidige, tweesporige, tunnel wordt gebruikt door de RER B en de RER D, en wordt elk uur door 28 treinen per richting bereden. De capaciteit in de tunnel is echter onvoldoende, waardoor de beide lijnen die door de tunnel gaan regelmatig te maken hebben met vertragingen. Het voorstel wordt bestudeerd, en een kostenraming dient opgesteld te worden.